# Lehovec (les)
Les Lehovec je méně známý pražský les na vrchu, který se zvedá nad severním břehem Kyjského rybníka v katastrálním území Hloubětína a Kyjí. Les patří do východní části přírodního parku Smetanka. Ještě dál na východ pak navazuje přírodní park Klánovice-Čihadla.

## Historie a popis
Název lesa Lehovec je odvozen od názvu užívaného někdy pro celý vrch (podle některých zmínek o historii a urbanismu Hloubětína jde o zkomoleninu původního pojmenování vrchu Hlohovec, podle množství na něm rostoucích hlohů) nebo jen pro nedalekou lokalitu, kde je dnes sídliště Lehovec vybudované v 70. až 80. letech 20. století. Území lesa má velmi nepravidelný tvar a pro dílčí části se užívaly různé názvy i podle starších map. Pro nejzápadnější část lesa mezi ulicemi Průmyslová a Oborská tak najdeme označení U Hloubětínské vinice a Hlohovec, pro lokality ve východní části nad Kyjským rybníkem označení Pod hájem a Na Lehovci. Jižní oblast se někdy nazývá také Aloisov (podle bývalé osady Aloisdorf, která v roce 1812 vznikla na břehu Kyjského rybníka v místech dvora patřícího císařskému generálovi Aloisu Gonzagovi z Lichtenštejna). V mapě Stabilního katastru z roku 1841 má severnější část vrchu název V chaloupkách, s tím souvisí i hloubětínská lokalita Chaloupky a název nedaleké ulice V Chaloupkách. V roce 1976 vznikla také tramvajová smyčka pojmenovaná Lehovec. Roku 2020 byla podle tohoto lesa pojmenována i ulice Lehovecká.
V hloubětínské části Lehovce, kterou vlastnil rytířský řád křižovníků s červenou hvězdou, bývaly pískovcové kamenolomy, ve kterých se s největší pravděpodobností těžil kámen dokonce pro stavby na Pražském hradě a pro Karlův most. Dva opuštěné lomy byly proměněny na střelnice. V aloisovské části (jižní svah) bývaly opukové lomy.
Plochy na svazích nad Kyjským rybníkem nebyly v 19. století lesem, k zalesnění původních pastvin a luk došlo až v padesátých letech 20. století. Rostou tu převážně akáty, částečně i duby a habry. Akátové porosty jsou postupně přeměňovány na smíšené porosty s převahou dubu.
Celý zalesněný vrch je protkán sítí stezek, z některých je vyhlídka na Kyjský rybník. Najdeme tu i dvě dětská hřiště. Na části severního svahu kopce je zahrádkářská osada. 